# Louise von Christierson
Louise von Christierson, född 1836, död 1908, var en finländsk kulturmecenat. Hon är känd för sitt engagemang för det finländska konsthantverket.  